# Carretera Vieja Petare-Guarenas
La Carretera Vieja Petare-Guarenas o simplemente Carretera Petare Guarenas, es el nombre que recibe una vía de transporte carretero que se encuentra entre Petare en el Municipio Súcre al este del Área metropolitana de Caracas y Guarenas en el Municipio Plaza, ambas lugares en jurisdicción del Estado Miranda, al centro norte del país sudamericano de Venezuela.

## Descripción
Se le llama «Carretera vieja» pues la mayor parte de su tráfico ahora utiliza la mucho más grande y amplia Autopista Gran Mariscal de Ayacucho que en el tramo entre Petare y Guarenas es conocida como Autopista Petare- Guarenas.
Hasta los años 70 era la única vía que conectaba al área metropolitana de Caracas con el Oriente del país.
Parte desde la Avenida Principal de La Urbina a un lado de la Autopista Francisco Fajardo cerca del Hospital Materno Infantil de Petare y en su largo recorrido conecta con entre otras, la Calle 5 de julio, la calle Principal 24 de julio, la Calle Torres, la Calle San José, la Avenida Francisco de Miranda, la Avenida Principal Antonio José de Súcre, la carretera Petare Santa Lucía, la Avenida Turumo, hasta finalmente terminar en la Avenida intercomunal Guarenas Guatire.
En sus alrededores se pueden hallar entre otros la sede de la Universidad Santa María, la urbanización Miranda, la barriada San Isidro, el Cementerio Jardines  del Cercado y el Río Guarenas. También se ubica la edificación abandonada de lo que fue el antiguo Centro de Entrenamiento Capitán Simón Arocha de la extinta aerolínea VIASA, así como las instalaciones deportivas del sector Mampote.